# 松が丘 (大分市)
松が丘（まつがおか）は、大分県大分市にある地名。現行行政地名は大字松が丘と松が丘一丁目から松が丘四丁目。住居表示は、大字松が丘は未実施、一丁目から四丁目は実施済区域。

## 地理
大分市の稙田地区に属していて、東に上宗方、南東に宗方台北、南西に宗方台西、西と北に小野鶴と接している。

## 歴史
- 2016年（平成28年）1月9日 - 住居表示を実施に伴い、大字松が丘・大字小野鶴・大字小野鶴字深迫・大字上宗方・大字上宗方松が丘の各一部（通称は松が丘）から、松が丘一丁目から松が丘四丁目を新設[5]。

### 町名の変遷
| 実施後       | 実施年月日               | 実施前（各町名ともその一部、公称のみ）                                           |
| ------------ | ------------------------ | -------------------------------------------------------------------------------- |
| 松が丘一丁目 | 2016年（平成28年）1月9日 | 大字上宗方（各一部）                                                             |
| 松が丘二丁目 | 2016年（平成28年）1月9日 | 大字松が丘、大字小野鶴、大字小野鶴字深迫、大字上宗方、大字上宗方松が丘（各一部） |
| 松が丘三丁目 | 2016年（平成28年）1月9日 | 大字松が丘、大字小野鶴、大字上宗方（各一部）                                     |
| 松が丘四丁目 | 2016年（平成28年）1月9日 | 大字小野鶴、大字上宗方（各一部）                                                 |

## 世帯数と人口
2022年（令和4年）3月31日現在（大分市発表）の世帯数と人口は以下の通りである。
| 大字・丁目           | 世帯数    | 人口    |
| -------------------- | --------- | ------- |
| 松が丘一丁目         | 303世帯   | 687人   |
| 松が丘・松が丘二丁目 | 437世帯   | 1,011人 |
| 松が丘三丁目         | 380世帯   | 827人   |
| 松が丘四丁目         | 369世帯   | 829人   |
| 計                   | 1,489世帯 | 3,354人 |

### 人口の変遷
国勢調査による人口の推移。
| 2020年（令和2年） | 3,191人 | [ 6 ] |  |

### 世帯数の変遷
国勢調査による世帯数の推移。
| 2020年（令和2年） | 1,284世帯 | [ 6 ] |  |

## 学区
市立小・中学校に通う場合、学区は以下の通りとなる（2022年4月時点）。
| 大字・丁目   | 番・番地等 | 小学校             | 中学校               |
| ------------ | ---------- | ------------------ | -------------------- |
| 松が丘       | 全域       | 大分市立宗方小学校 | 大分市立稙田西中学校 |
| 松が丘一丁目 | 全域       | 大分市立宗方小学校 | 大分市立稙田西中学校 |
| 松が丘二丁目 | 全域       | 大分市立宗方小学校 | 大分市立稙田西中学校 |
| 松が丘三丁目 | 全域       | 大分市立宗方小学校 | 大分市立稙田西中学校 |
| 松が丘四丁目 | 全域       | 大分市立宗方小学校 | 大分市立稙田西中学校 |

## 事業所
2016年（平成28年）現在の経済センサス調査による事業所数と従業員数は以下の通りである。
| 大字・丁目           | 事業所数 | 従業員数 |
| -------------------- | -------- | -------- |
| 松が丘一丁目         | 4事業所  | 8人      |
| 松が丘・松が丘二丁目 | 4事業所  | 12人     |
| 松が丘三丁目・四丁目 | 5事業所  | 173人    |
| 計                   | 13事業所 | 193人    |

## 施設
- 大分市立宗方小学校

## その他

### 日本郵便
- 郵便番号 : 870-1168[2]（集配局 : 大分南郵便局[9]）。